# 控訴院
控訴院（こうそいん、英語: Court of Appeal）は、大審院の下級、地方裁判所の上級に置かれた裁判所。裁判所官制（明治19年勅令第40号、実効性喪失）及び裁判所構成法（明治23年法律第6号、1947年（昭和22年）廃止）に基づき、1886年（明治19年）から1947年（昭和22年）まで、日本各地にあった。裁判所法（昭和22年法律第59号）の高等裁判所に相当する。1947年（昭和22年）の改組時には、東京・大阪・宮城（仙台）・広島・名古屋・札幌・福岡の7ヶ所に置かれていた。
控訴院は、内地において、地方裁判所の判決に対する控訴の裁判を行った。東京控訴院では、民間人と皇族との間に起きた民事訴訟の第一審も扱った。長崎控訴院では、治外法権区域（租界）の領事裁判所の控訴審も扱った。

## 沿革
- 1875年（明治8年） - 東京・大阪・長崎・福島に上等裁判所が設置される[3]。3か月足らずで福島上等裁判所が宮城（仙台）に移転し、宮城上等裁判所となる[4]。
- 1881年（明治14年） - 控訴裁判所に改称[5]。また、函館にも設置された[6][7]。
- 1882年（明治15年） - 広島[8]・名古屋[9]に設置される。
- 1886年（明治19年） - 控訴院に改称[10]。
- 1921年（大正10年） - 函館控訴院が札幌に移転する[11]。
- 1945年（昭和20年） - 高松に設置[12]（半年で廃止[13]）。また、長崎控訴院が福岡に移転する[12]。
- 1947年（昭和22年） - 裁判所法の施行により、高等裁判所に改組される。改組時には、控訴院は東京・大阪・宮城（仙台）・広島・名古屋・札幌・福岡の7ヶ所に置かれていた。なお、高等裁判所は、この7ヶ所と高松に置かれた（東京高等裁判所、大阪高等裁判所、仙台高等裁判所、広島高等裁判所、名古屋高等裁判所、札幌高等裁判所、福岡高等裁判所、高松高等裁判所）。

## 管轄
| 地方裁判所                                                        | 1913年 | 1916年           | 1921年           | 1945年           | 1946年           |
| ----------------------------------------------------------------- | ------ | ---------------- | ---------------- | ---------------- | ---------------- |
| 東 京・横 濱 浦 和・千 葉 水 戸・宇都宮 前 橋・甲 府 長 野・新 潟 | 東京   | 東京             | 東京             | 東京             | 東京             |
| 静 岡                                                             | 東京   | 東京             | 東京             | 名古屋           | 東京             |
| 京 都・大 阪 神 戸・奈 良 大 津・和歌山                           | 大阪   | 大阪             | 大阪             | 大阪             | 大阪             |
| 徳 島・高 松 高 知                                                | 大阪   | 大阪             | 大阪             | 髙松             | 大阪             |
| 名古屋・安濃津 岐 阜・金 澤 富 山                                 | 名古屋 | 名古屋           | 名古屋           | 名古屋           | 名古屋           |
| 福 井                                                             | 名古屋 | 名古屋           | 名古屋           | 大阪             | 名古屋           |
| 廣 島・山 口 岡 山・鳥 取 松 江                                   | 廣島   | 廣島             | 廣島             | 廣島             | 廣島             |
| 松 山                                                             | 廣島   | 廣島             | 廣島             | 髙松             | 廣島             |
| 長 崎・佐 賀 福 岡・大 分 熊 本・鹿兒島 宮 崎・那 覇              | 長崎   | 長崎             | 長崎             | 福岡             | 福岡             |
| 仙 臺・福 島 山 形・盛 岡 秋 田・青 森                            | 宮城   | 宮城             | 宮城             | 宮城             | 宮城             |
| 函 館・札 幌 樺 太                                                | 函館   | 函館             | 札幌             | 札幌             | 札幌             |
| 根 室                                                             | 函館   | → 釧路地方裁判所 | → 釧路地方裁判所 | → 釧路地方裁判所 | → 釧路地方裁判所 |
| 旭 川                                                             | ✕      | 函館             | 札幌             | 札幌             | 札幌             |
| 釧 路                                                             | ✕      | 函館             | 札幌             | 札幌             | 札幌             |

## 各控訴院画像

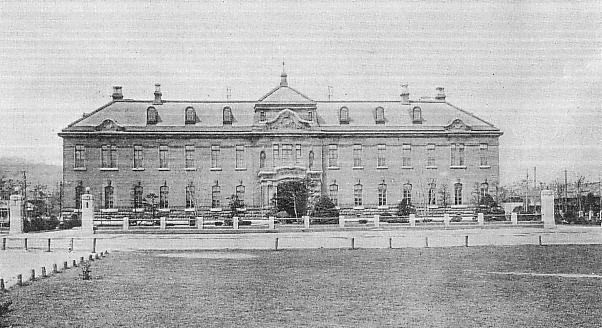
札幌控訴院（建物は札幌市資料館として現存）
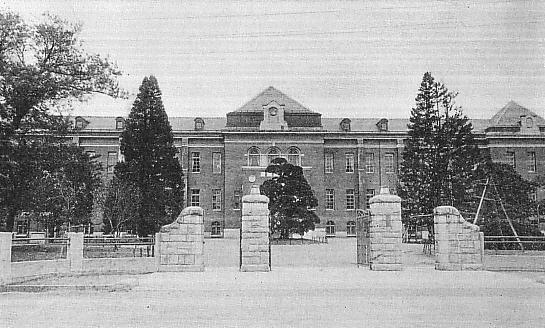
宮城控訴院
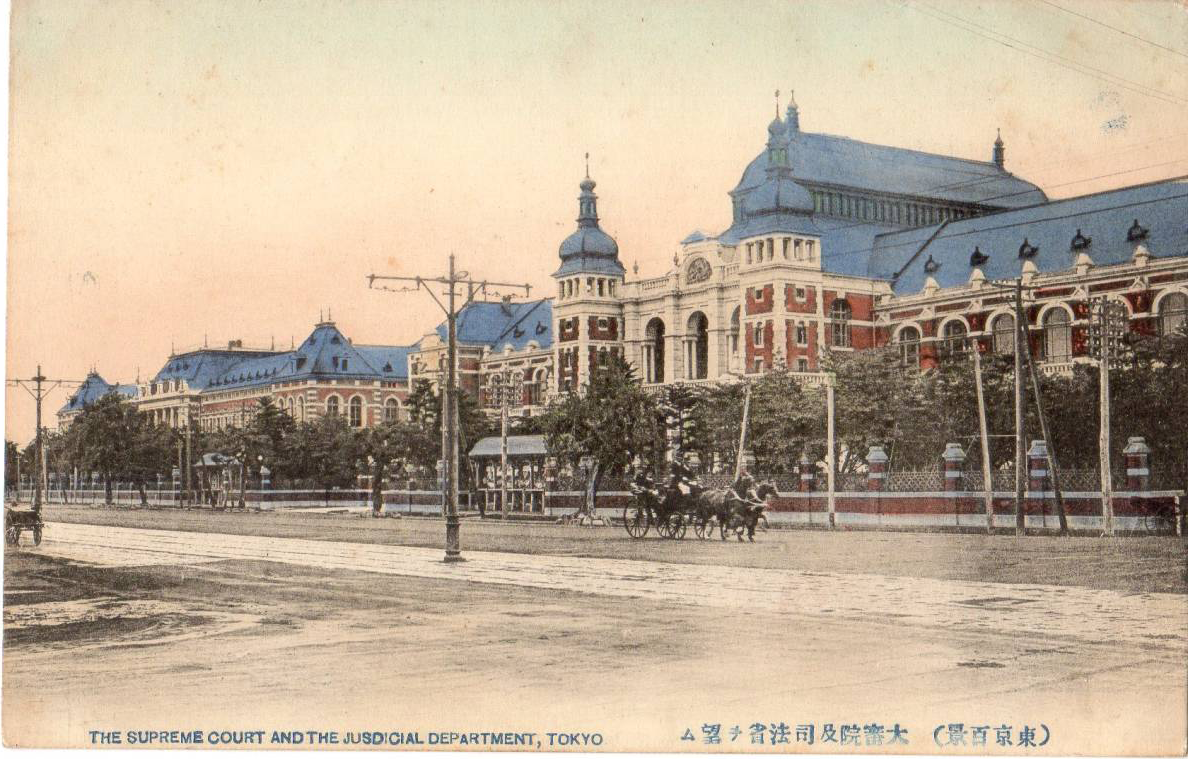
東京控訴院（大審院との合同庁舎）
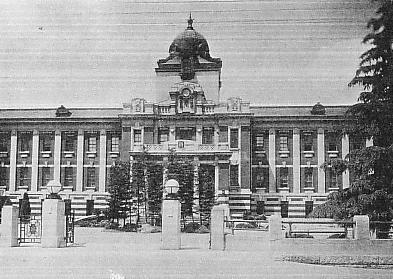
名古屋控訴院（建物は名古屋市市政資料館として現存）
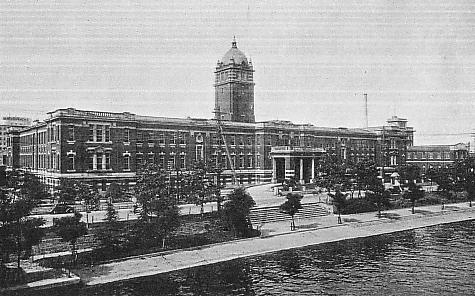
大阪控訴院
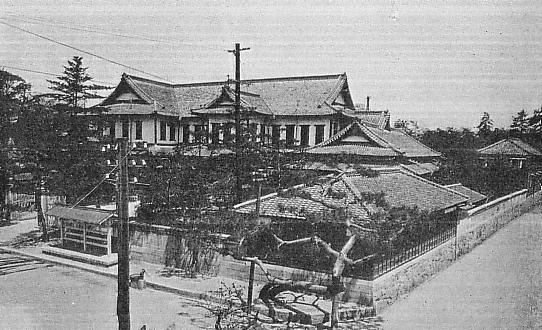
広島控訴院
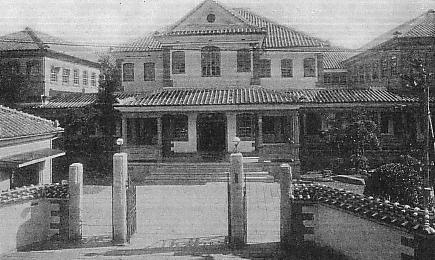
長崎控訴院